# اندل لیپما
اندل لیپما (استونیایی: Endel Lippmaa; ۱۵ سپتامبر ۱۹۳۰ – ۳۰ ژوئیهٔ ۲۰۱۵) فیزیک‌دان، شیمی‌دان، استاد دانشگاه، سیاستمدار و نماینده مجلس اهل استونی بود.